# Диброва (Запорожская область)
Диброва (укр. Діброва) — село,
Зразковский сельский совет,
Бильмакский район,
Запорожская область,
Украина.
Код КОАТУУ — 2322783003. Население по переписи 2001 года составляло 127 человек.

## Географическое положение
Село Диброва находится на берегу реки Конка,
ниже по течению на расстоянии в 0,5 км расположено село Зразковое.